# Heptagramska antiprizma (7/3)
| Heptagramska antiprizma (7/3) | Heptagramska antiprizma (7/3) |
| ----------------------------- | ----------------------------- |
|                               |                               |
| Vrsta                         | uniformni polieder            |
| Stranske ploskve              | 2 heptagrama 14 trikotnikov   |
| Robovi                        | 28                            |
| Oglišča                       | 14                            |
| Konfiguracija oglišča         | 7/3.3.3.3                     |
| Wythoffov simbol              | \| 2 2 7/3                    |
| Simetrija                     | D7d                           |
| Dualni polieder               | heptagramski deltaeder        |
| Lastnosti                     | nekonveksna                   |
| Slika oglišč                  |                               |

Heptagramska antiprizma (7/3) je v geometriji je ena v neskončni množici nekonveksnih antiprizem, ki jih sestavljajo trikotne stranske ploskve in dva pokrova, ki sta v tem primeru heptagrama {7/3}. 